# أوستين دبليو. لورد
أوستين دبليو. لورد (بالإنجليزية: Austin W. Lord) هو مهندس معماري ورسام أمريكي، ولد في 27 يونيو 1860 في رولينغستون في الولايات المتحدة، وتوفي في 19 يناير 1922 في Silvermine, Connecticut ‏ في الولايات المتحدة.